# Per-Olav Wiken
Per-Olav Wiken (Oslo, 23 de marzo de 1937-Manilva, España, 14 de enero de 2011) fue un deportista noruego que compitió en vela en la clase Star. Participó en los Juegos Olímpicos de México 1968, obteniendo una medalla de plata en la clase Star.

## Palmarés internacional
| Juegos Olímpicos | Juegos Olímpicos          | Juegos Olímpicos | Juegos Olímpicos |
| Año              | Lugar                     | Medalla          | Clase            |
| ---------------- | ------------------------- | ---------------- | ---------------- |
| 1968             | Ciudad de México (México) | Medalla de plata | Star             |